# Bryn Mawr-Skyway (Washington)
Bryn Mawr-Skyway es un lugar designado por el censo ubicado en el condado de King en el estado estadounidense de Washington. En el año 2000 tenía una población de 13.977 habitantes y una densidad poblacional de 1.702,0 personas por km².

## Geografía
Bryn Mawr-Skyway se encuentra ubicado en las coordenadas 47°29′40″N 122°14′12″O / 47.49444, -122.23667.

## Demografía
Según la Oficina del Censo en 2000 los ingresos medios por hogar en la localidad eran de $47.385, y los ingresos medios por familia eran $55.927. Los hombres tenían unos ingresos medios de $38.821 frente a los $31.443 para las mujeres. La renta per cápita para la localidad era de $23.294. Alrededor del 7,7% de la población estaban por debajo del umbral de pobreza.